# Saint-Nectaire (Käse)

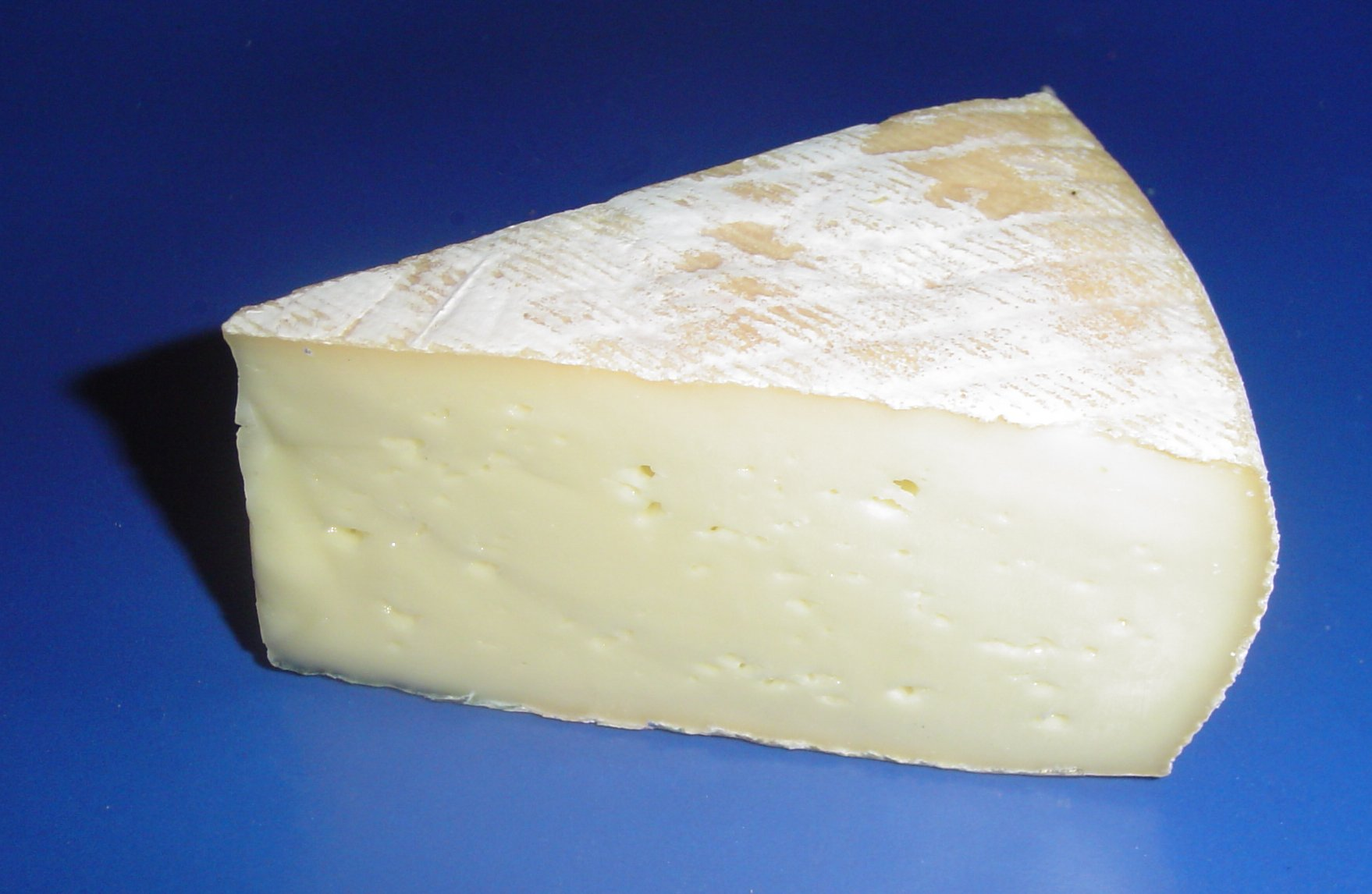
Saint-Nectaire

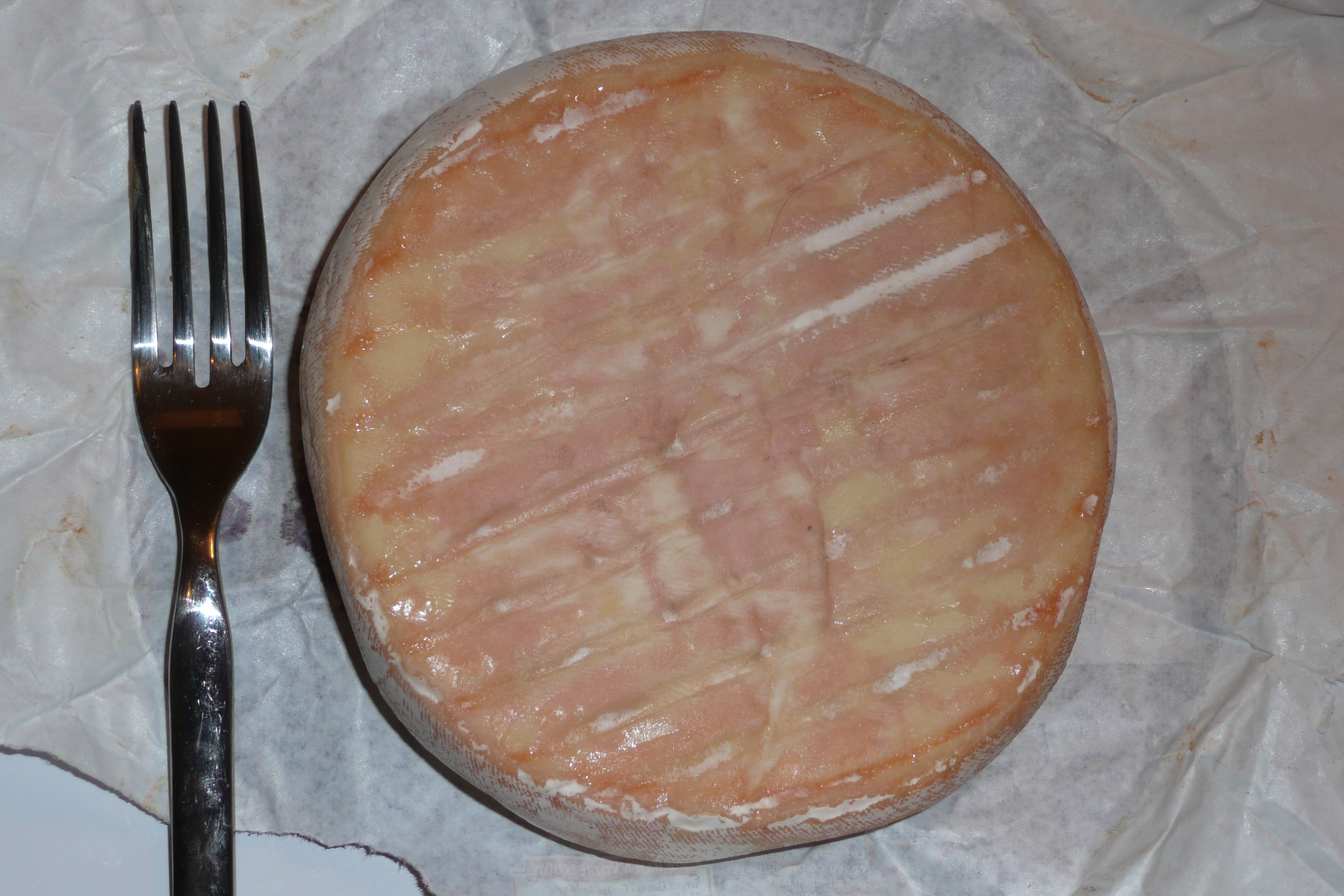
Saint-Nectaire

Der Saint-Nectaire ist ein halbfester französischer Schnittkäse aus Kuhmilch. 
Seine Oberfläche ist rötlich bis fahlgelb, auch gefleckt, der Teig ist geschmeidig und sein Geschmack würzig und pikant.

## Namensherkunft
Benannt wurde der Weichkäse nach der Gemeinde Saint-Nectaire im Zentrum der Auvergne, etwa 30 km südwestlich von der Regionalhauptstadt Clermont-Ferrand. Die Bezeichnung des Käses nach der Ortschaft stammt von Henri de la Ferté Senneterre (1600–1681). Seit 1996 ist „Saint-Nectaire“ eine geschützte Ursprungsbezeichnung; mit diesem Namen bezeichneter Käse darf nur in 72 Ortschaften (52 im Département Puy-de-Dôme und 20 im Département Cantal) hergestellt werden.

## Herstellung
Saint-Nectaire ist ein halbweicher Käse mit gewaschener Rinde aus dem Massif du Sancy in der Auvergne, Frankreich. Es handelt sich um einen gepressten, ungekochten Kuhmilchkäse, hauptsächlich aus den Rassen Holstein und Montbéliarde, manchmal auch aus Salers.
Dabei wird die Dickmilch bei Normaltemperatur gepresst, um möglichst viel Flüssigkeit abzuscheiden. Sie wird zu Käselaibern von ca. 1,7 kg Gewicht verarbeitet und acht bis zehn Wochen gereift. Die Qualität hängt auch von der Saison ab. Als beste Zeit gilt der Zeitraum von Mai bis Oktober, als eher mäßig gelten Januar und Februar. Am Ende der Reifung hat der Saint-Nectaire je nach Reifedauer eine gelblich-bräunliche bis dunkelgrau-fleckige Rinde, die bei länger gereiftem Käse hart ist. Unter der – essbaren – Rinde ist der Käse hellgelb und von fester, aber weich-cremiger Konsistenz. Geschmacklich und geruchlich hat der Käse eine sehr eigene Note, die als süßlich beschrieben werden kann, und an Nüsse, Pilze oder Zuckerrüben erinnert. Je nach Reifegrad und Marke ist dieser Geschmack unterschiedlich stark. In der Auvergne zählt der Saint-Nectaire zu den milderen Käsesorten, auch wenn er einen deutlich ausgeprägteren Geschmack hat als etwa Brie oder Camembert.
Charakteristisch ist die Schimmelbildung an der Rinde. Im Gegensatz zu anderen Sorten (wie z. B. dem Camembert und Roquefort) wird aber kein Edelschimmel hinzugefügt. Vielmehr handelt es sich um natürliche Schimmelsporen, die sich während der Reifung in einer Höhle auf der Rinde absetzen, und zwar in Form dunkelgrauer Flecken. Zum Ende der Reifung sind auch Flecken in anderen Farben (weiß, schwarz, z. T. auch rot und gelblich) möglich.
Wie viele Käse wird der Saint-Nectaire sowohl industriell als auch von Bauernhöfen hergestellt. Bei der Produktion in Käsereien („laitier“ auf dem Etikett) wird grundsätzlich pasteurisierte Milch verwendet, während die Bauernhof-Herstellung („Fermier“) ausschließlich Rohmilch verwendet, siehe auch Rohmilchkäse. Im Jahr 2001 lag die Gesamtproduktion dieses Käses bei ca. 13.000 Tonnen.